# Somalia francesa durante la Segunda Guerra Mundial

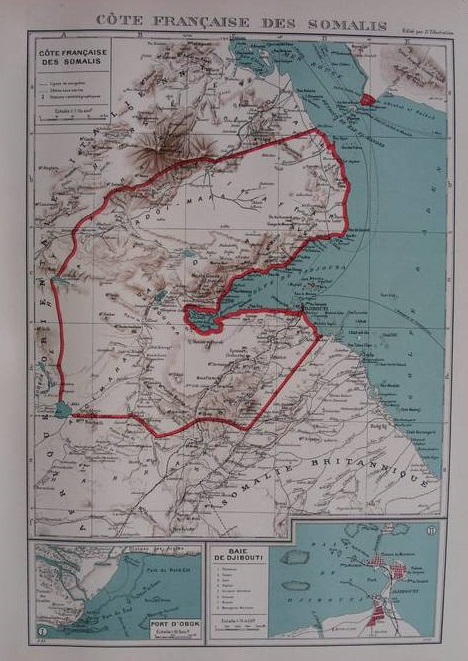
Mapa de Somalilandia francesa, Yibuti moderno. El bloqueo británico impidió las comunicaciones marítimas directas entre Yibuti, la capital y Obock

La Somalia francesa durante la Segunda Guerra Mundial, oficialmente la «Costa Francesa de los Somalíes» o Côte française des Somalis, con su capital en Yibuti, fue escenario de escaramuzas menores durante dicha guerra, principalmente entre junio y julio de 1940. Después de la caída de Francia, el 25 de junio de 1940, la colonia estuvo brevemente en el limbo hasta que un gobernador leal al gobierno de  Vichy fue instalado el 25 de julio. Fue la última posesión francesa en África que permaneció leal a Vichy, rindiéndose a las fuerzas francesas libres el 26 de diciembre de 1942. Pierre Nouailhetas gobernó el territorio durante la mayor parte del período de Vichy. Después de los bombardeos aéreos de los británicos, instituyó un reino de terror contra los europeos y los locales. Nouailhetas fue finalmente retirado o forzado a retirarse. A partir de septiembre de 1940, la colonia estuvo bajo un bloqueo aliado y muchos de sus habitantes huyeron a la vecina Somalia británica. Después de la liberación del territorio, hubo muchos gobernantes y la recuperación de la privación de 1940-42 solamente comenzó cuando la guerra terminó en 1945.

## Antecedentes

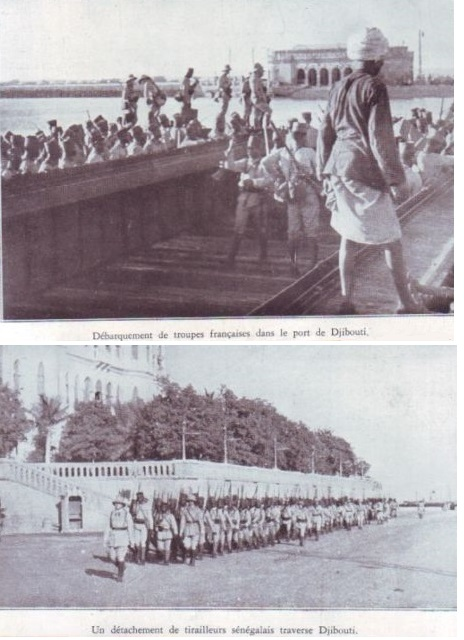
Desembarco de tropas francesas en Yibuti en 1935

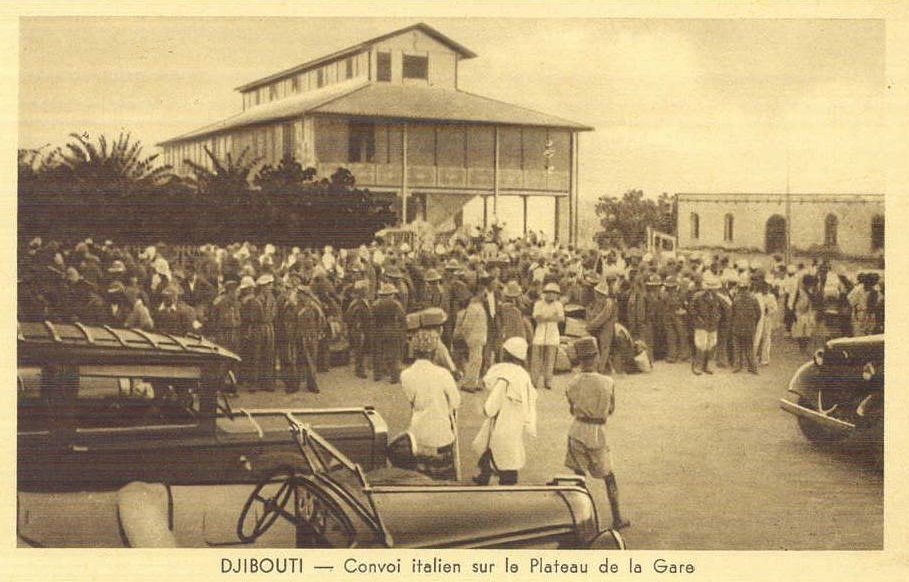
Convoy de suministro italiano en Yibuti, c. 1936–38

En 1934-35, las tensiones italo-etíope afectaron al Cuerno de África, mientras que en Europa el rearme alemán pesaba sobre el gobierno francés. Buscando el apoyo italiano contra Alemania en caso de guerra, Francia cedió varios territorios, incluido un pequeño trozo de territorio en el norte de Somalilandia a la Eritrea italiana, en el Acuerdo Mussolini-Laval del 7 de enero de 1935. Este tratado nunca fue ratificado por Italia y aunque se hicieron preparativos para transferir el territorio, en realidad no fue transferido antes del estallido de la guerra en 1940.
En 1935, Italia invadió Etiopía y el gobierno francés prestó mayor atención a la defensa de la Somalia francesa. En enero de 1938, una fuerza italiana se trasladó a la llanura de Hanlé en territorio francés y acampó allí. Italia afirmó que este territorio se encontraba en el lado etíope de la frontera, según el tratado franco-etíope de 1897. El ministro colonial francés Georges Mandel y el comandante en jefe de Yibuti, Paul Legentilhomme, respondieron reforzando las defensas de la colonia a niveles sin precedentes: 15 000 soldados estaban estacionados allí y se establecieron puestos en Afambo, Moussa Ali e incluso al otro lado de los italianos. Las fortificaciones de tierra se ampliaron considerablemente con hormigón.
En octubre de 1938, a raíz del Acuerdo de Munich, Italia exigió concesiones a Francia, entre ellas un puerto franco en Yibuti y el control del ferrocarril Yibuti-Addis Abeba. El 30 de noviembre, tras las protestas antifrancesas en Roma, el ministro de Asuntos Exteriores italiano, Galeazzo Ciano, exigió la cesión de la Somalia francesa a Italia. Hablando en la Cámara de Diputados sobre las «aspiraciones naturales del pueblo italiano», lanzó gritos de '¡Niza! ¡Corcega! ¡Saboya! ¡Túnez! ¡Yibuti! ¡Malta!
El 18 de diciembre de 1938, hubo una contra-manifestación en Yibuti en la que una gran multitud se reunió en el centro de la ciudad ondeando la bandera francesa y gritando consignas pro-francesas. Mientras tanto, los italianos construyeron una serie de pequeños puestos en Abba, Dagguirou, Gouma, etc., dentro de la frontera occidental de la Somalia francesa, afirmando a finales de 1939 que el territorio siempre había sido parte de Etiopía. En abril de 1940, afirmaron que los franceses habían construido un puesto en Afambo en territorio indiscutiblemente italiano, aunque no hay registros de que hubiera habido un puesto allí antes de que los italianos construyeran uno en octubre de 1940.

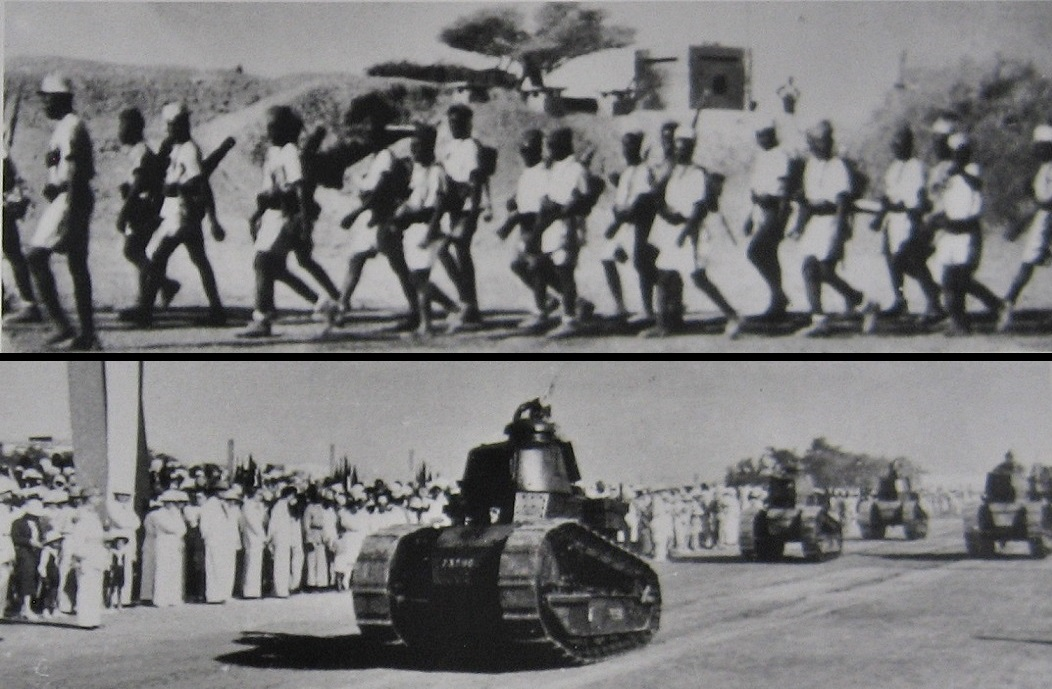
El aumento del ejército francés en 1938-39

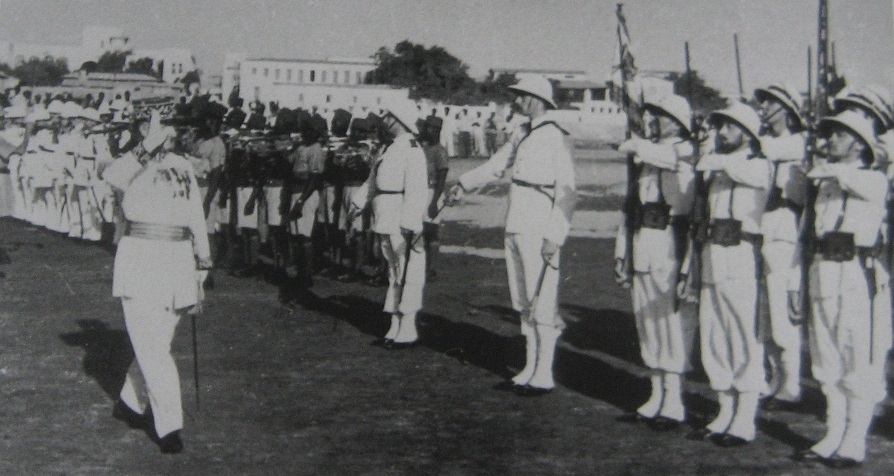
Legentilhomme revisando tropas, c. 1939

En enero de 1940, el virrey y comandante en jefe italiano en África Oriental, el príncipe Amadeo II de Saboya-Aosta, presentó a Roma una propuesta de invasión "sorpresa" de la Somalia francesa, en la que participaron dieciséis batallones motorizados y una fuerza de 6000 miembros de la tribu Azebo Galla y 6000 miembros de la tribu Danakil que ya se encontraban en las cercanías de la frontera. En poco tiempo se filtró el plan y, en respuesta, el general Guglielmo Nasi fue sustituido como gobernador de Harar por un civil, Enrico Cerulli. La horda Danakil continuó vigilando la frontera.
En vísperas de la guerra mundial, Fauque de Jonquières, comandante de batallón, estaba a cargo de la unidad de inteligencia local, que a su vez formaba parte de la Section d'Études Militaires (SEM), la estación de la Oficina Decimosegunda de Marsella. Después de la conquista italiana de Etiopía, dio dinero, armas, asesores, propaganda y refugio a la resistencia etíope. Un oficial de la reserva francesa, P. R. Monnier, fue asesinado en una misión secreta en Etiopía en noviembre de 1939. A pesar de que la Somalia británica limitaba con el territorio francés y ambos estaban rodeados por el África oriental italiana, no se llevó a cabo ningún plan militar conjunto anglo-francés antes de una reunión en Adén en junio de 1939. Del 8 al 13 de enero de 1940 se celebró una segunda conferencia en Yibuti. El comandante en jefe británico en Oriente Medio, el general Archibald Wavell, también acordó que el comandante en jefe francés en Yibuti, Paul Legentilhomme, comandaría las fuerzas militares en ambas Somalilands en caso de guerra con Italia.

## Guerra con Italia y armisticio

### Luchas del 10 al 25 de junio
La declaración de guerra de Italia contra Francia y Gran Bretaña llegó el 10 de junio de 1940 y al día siguiente, el 11 de junio, Legentilhomme fue nombrado comandante supremo de todas las fuerzas aliadas en el llamado «teatro de Somalilandia», donde tenía una guarnición de siete batallones de infantería  senegalesa y  somalí, tres baterías de cañones de campaña, cuatro baterías de cañones antiaéreos, una compañía de tanques ligeros, cuatro compañías de milicias e irregulares, dos pelotones del cuerpo de dromedarios y un surtido de aviones.
Dado que los Aliados estaban superados en número por unos 40 000 a 9 000 a lo largo de la frontera de Somalilandia, no se planificaron acciones ofensivas, aunque Legentilhomme recibió una orden el 11 de junio para resistir "hasta el final" —jusqu'au bout—. La intención era inmovilizar a los italianos mientras avivaban una revuelta etíope.

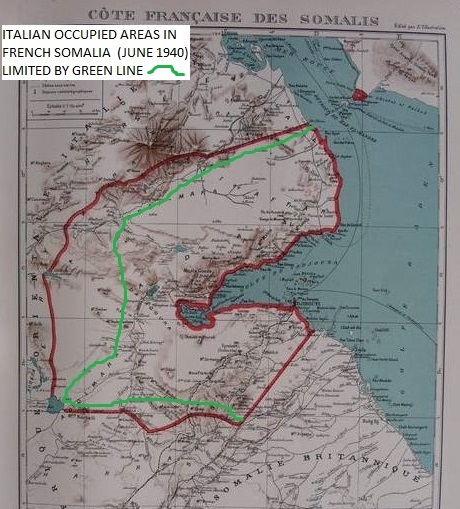
La línea verde marca el límite de la ocupación italiana en la Somalia francesa

Los italianos emprendieron algunas acciones ofensivas a partir del 18 de junio. Desde la gobernación de Harrar, las tropas del general Guglielmo Nasi atacaron el fuerte de Ali-Sabieh en el sur y Dadda'a en el norte. También hubo combates en la zona de Dagguirou y alrededor de los lagos  Abbe y Ally.. En pocos días las tropas coloniales italianas ocuparon casi 1/4 del territorio de la Somalia francesa. Cerca de Ali-Sabieh, hubo algunas escaramuzas sobre el ferrocarril Yibuti-Addis Abeba.
En la primera semana de guerra, la  Armada italiana envió a los submarinos Torricelli y Perla a patrullar las aguas territoriales francesas en el Golfo de Tadjoura frente a los puertos de Yibuti, Tadjoura y Obock. A finales de junio los italianos también habían ocupado las fortificaciones fronterizas de Magdoul, Daimoli, Balambolta, Birt Eyla, Asmailo, Tewo, Abba, Alailou, Madda y Rahale.
El 17 de junio, algunos aviones italianos  Meridionali Ro.37 bis realizaron un reconocimiento de Yibuti, observando cinco o seis buques de guerra en el puerto y una veintena de aviones en un aeródromo cercano. Ese mismo día, los franceses evacuaron la estación periférica de Dadda'to y Douméra en la frontera aunque no está claro si había sido atacada por Italia. Los  franceses lo reconquistaron enseguida. El 21 de junio, once Caproni Ca.133 bombardearon Yibuti en la mayor incursión de la breve guerra de la colonia. El fuego antiaéreo fue intenso y dos aviones italianos no regresaron, pero se vieron incendios y explosiones en Yibuti. El 22 de junio, los italianos sospecharon que los británicos podrían intentar establecer una base de avanzada en Yibuti, y cinco aviones Ro.37bis, cuatro  CR.42 y un  CR.32 con base en Dire Dawa ametrallaron el aeródromo.
Un piloto italiano describió este ataque en su diario: La defensa antiaérea es muy pobre ... Hicimos otro giro para ver si alguno de los combatientes franceses tendría el coraje de despegar. ¡Ninguno!. Algunos aviones de reconocimiento franceses  Potez 25 TOE bombardearon instalaciones italianas en Dewele en represalia.

### Armisticio de Villa Incisa
El llamamiento del general Charles de Gaulle del 18 de junio para que los oficiales y soldados franceses ignoraran el inminente armisticio franco-italiano fue a su vez ignorado por la mayoría de los oficiales en Somalia, solo el propio  Legentilhomme estaba a favor de ponerse del lado de De Gaulle y de Francia libre. El 25 de junio entró en vigor el Armisticio de Villa Incisa, poniendo fin a la guerra entre Italia y Francia. Pidió la desmilitarización de Somalia «mientras duren las hostilidades entre Italia y el Imperio Británico», y concedió a Italia «el derecho pleno y constante de utilizar el puerto de Yibuti con todo su equipamiento, junto con la sección francesa del ferrocarril, para todo tipo de transporte» (artículo 3). El lugar de entrega de «todas las armas y municiones muebles, así como las que se entregarán a las tropas que efectúen la evacuación del territorio en un plazo de 15 días» (artículo 5), los procedimientos de desmovilización y desarme de las fuerzas francesas (artículo 9) y las condiciones de comunicación inalámbrica entre Francia y las colonias (artículo 19) se dejaron en manos de una Comisión Italiana de Control del Armisticio mientras que Legentilhomme se demoró en el cumplimiento de las condiciones de armisticio, ya que había perdido el contacto con el Gobierno de Francia. El 28 de junio, cuando los italianos le exigieron que cumpliera ciertas cláusulas, negó todo conocimiento de las mismas.

### Luchas después del armisticio

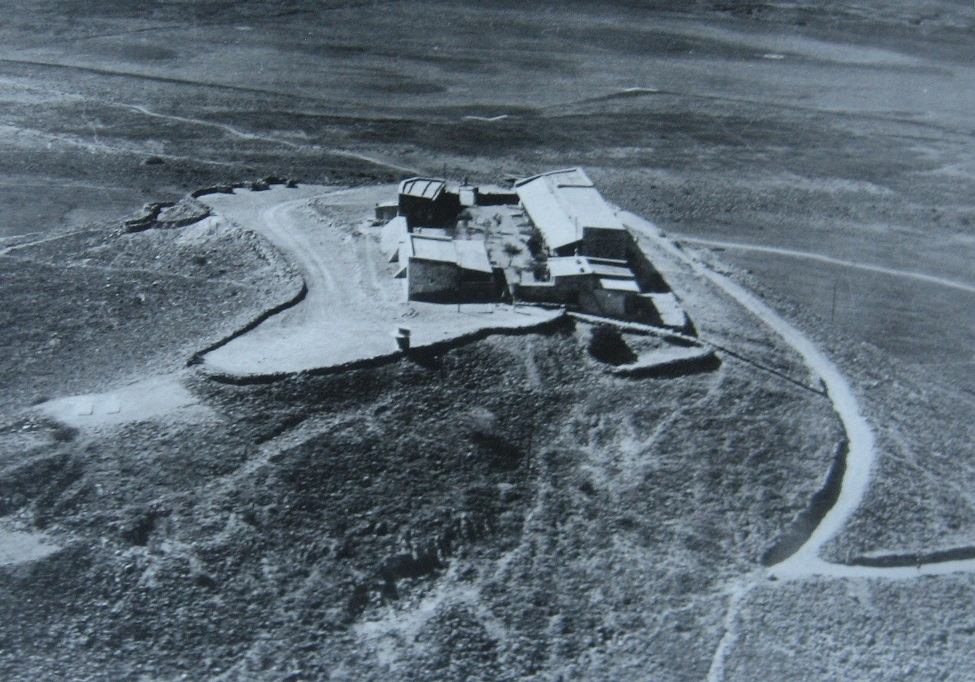
Fuerte francés en Ali-Sabieh, con vistas al ferrocarril, hacia 1940

Entre el 1 y el 10 de julio se produjeron varios enfrentamientos con los italianos en la llanura de Hanlé, en Ali-Sabieh y a lo largo de la vía férrea. La zona fronteriza de Somalia occidental francesa fue ocupada por tropas italianas. Bajo la creciente presión británica, se retiraron de Hanlé a partir de octubre de 1940 y de Dagguirou en abril de 1941, cuando los franceses habían regresado. Cuando el gobierno se enteró el 10 de julio de que el armisticio aún no había entrado en vigor en Somalilandia, el presidente Philippe Pétain envió al general Gaëtan Germain como su representante personal para corregir la situación. Germain llegó a Asmara el 14 de julio.  El 19 de julio, el consejo de administración local votó por unanimidad, con la excepción de Legentilhomme, para permanecer fiel al gobierno colaboracionista de Pétain en Vichy. Germain negoció entonces la dimisión de Legentilhomme y convenció a la comisión de armisticio que se estaba creando de que era desaconsejable e impracticable desmilitarizar la Somalilandia francesa, en la que aproximadamente 8000 soldados, con sus tanques y aviones, permanecían en guardia. Las tropas francesas en la Somalilandia británica fueron retiradas. El 23 de julio Germain sucedió a Legentilhomme como comandante en jefe de las fuerzas francesas. Ese mismo día, el gobernador Hubert Deschamps (FR) fue despedido por su negativa a expulsar al cónsul británico, con quien había llegado a un acuerdo para suministrar alimentos a la colonia. Entró en Yibuti el 25 de julio. Según el Service historique de l'armée de terre, el archivo oficial del ejército francés, que contiene un dossier de los acontecimientos ocurridos en la Somalilandia francesa del 17 de junio al 11 de julio, la colonia «dejó de ser un teatro de operaciones» el 28 de julio.

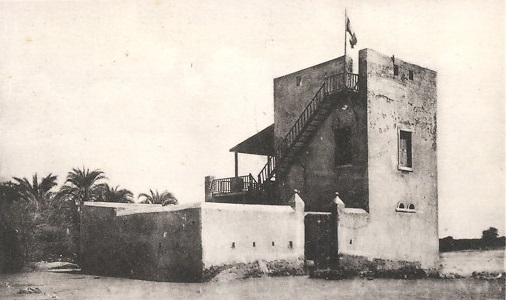
Fuerte francés de Loyada, ocupado por los italianos en agosto de 1940

El 2 de agosto, Legentilhomme y dos oficiales, los capitanes Appert y des Essarts, rechazaron la oferta de repatriación en un avión italiano y desertaron hacia los británicos, que llegaron a Adén el 5 de agosto. El jefe de Estado Mayor italiano, Pietro Badoglio, le había ordenado "con una venganza casual" que le disparara si caía en manos italianas, de acuerdo con el párrafo 14 de la convención de armisticio, que definía como "combatientes ilegales" a los que abandonaban el territorio francés para luchar contra Italia. Las negociaciones en Dewele sobre la aplicación local del armisticio no concluyeron definitivamente hasta el 8 de agosto. En una nota escrita ese día, ahora en los Archives nationales d'Outre-mer, el oficial colonial francés Edouard Chedeville registró que los italianos han tomado por la fuerza nuestros puestos en Dadda'to y Balambolta, y ocuparon algunos otros después de haberlos evacuado, en particular Dagguirou y Agna en el Hanlé, Hadela al norte del lago Abbe y posiblemente también Alailou.
Durante el período de incertidumbre en Yibuti, el duque de Aosta instó a atacar la Somalilandia británica para aislar a la colonia francesa del apoyo británico. Benito Mussolini aprobó la campaña el 19 de julio y la situación en Yibuti cambió rápidamente a favor de Italia. La 17.ª Brigada Colonial del Coronel Agosti ocupó el fuerte francés de Loyada, en la frontera con Somalilandia británica, a principios de agosto. Cuando comenzó la invasión italiana de la Somalilandia británica el 3 de agosto, las fuerzas de Loyada se trasladaron a Zeila, que habían tomado hasta el 5 de agosto. El territorio francés estaba completamente rodeado de posesiones italianas en tierra. Vichy logró seguir abasteciéndola por submarino desde Madagascar, y mantuvo contacto directo por vía aérea a través de vuelos desde Francia a través de Grecia, que normalmente terminan en Madagascar.

## El gobierno de Nouailhetas
El 18 de septiembre de 1940, la Marina Real británica estableció un bloqueo de la Somalilandia francesa y dividió la colonia con barcos con base en Adén; Pétain reemplazó a Germain como gobernador por Pierre Nouailhetas, un oficial de la Marina, ese mismo mes. El 25 de septiembre, los británicos bombardearon Yibuti desde el aire, lo que llevó a Nouailhetas a instaurar un brutal reino de terror. Los europeos sospechosos de estar en contacto con el enemigo fueron internados en Obock, mientras que otros 45 fueron condenados a muerte o a trabajos forzados, en su mayoría in absentia. En mayo de 1941, seis africanos fueron fusilados sin juicio para dar ejemplo a los potenciales desertores. El gobierno de Nouailhetas fue demasiado brutal incluso para que los líderes autoritarios de Vichy se mantuvieran en pie: en septiembre de 1942 fue destituido y forzado a retirarse sin una pensión.
En la última semana de noviembre de 1940, De Gaulle y el primer ministro británico Winston Churchill se reunieron en Londres para discutir una operación propuesta para tomar la Somalilandia francesa. Tres batallones de franceses libres, incluyendo legionarios extranjeros, bajo la Legentilhomme se establecerían cerca de la frontera somalí francesa y comenzarían a difundir propaganda pro-gaullista, buscando justificar la acción británica en Mers-el-Kébir, el ataque a Dakar y la guerra en Siria. Esto se llamaba «Operación Marie».  La Marina Real iba a transportar las tropas francesas Libres al este de África. El plan francés fue aprobado con entusiasmo por Churchill, pero no fue implementado hasta que los activos navales estuvieron disponibles en febrero de 1941. Sin embargo, en noviembre un tal Mayor Hamilton fue a Adén para comenzar a preparar una "Fuerza Móvil" para hacer estallar el ferrocarril de Yibuti a Dire Dawa. Al final, este plan fue abandonado ya que no se consideró político molestar a los vichyitas en ese momento.
El 24 de marzo de 1941, en un intento de impedir una retirada italiana de la Somalilandia británica ocupada, los británicos bombardearon una sección del ferrocarril Yibuti-Addis Abeba y se encontraron con un fuerte fuego antiaéreo francés. Para entonces, la ofensiva británica contra los italianos había reforzado el bloqueo de la Somalilandia francesa y se estaba desencadenando una hambruna. Las enfermedades relacionadas con la desnutrición se cobraron muchas vidas, el 70% de ellas mujeres y niños. Los lugareños llamaron al bloqueo carmii, una palabra para un tipo de sorgo reservado generalmente para el ganado, pero utilizado como alimento humano en plena hambruna.

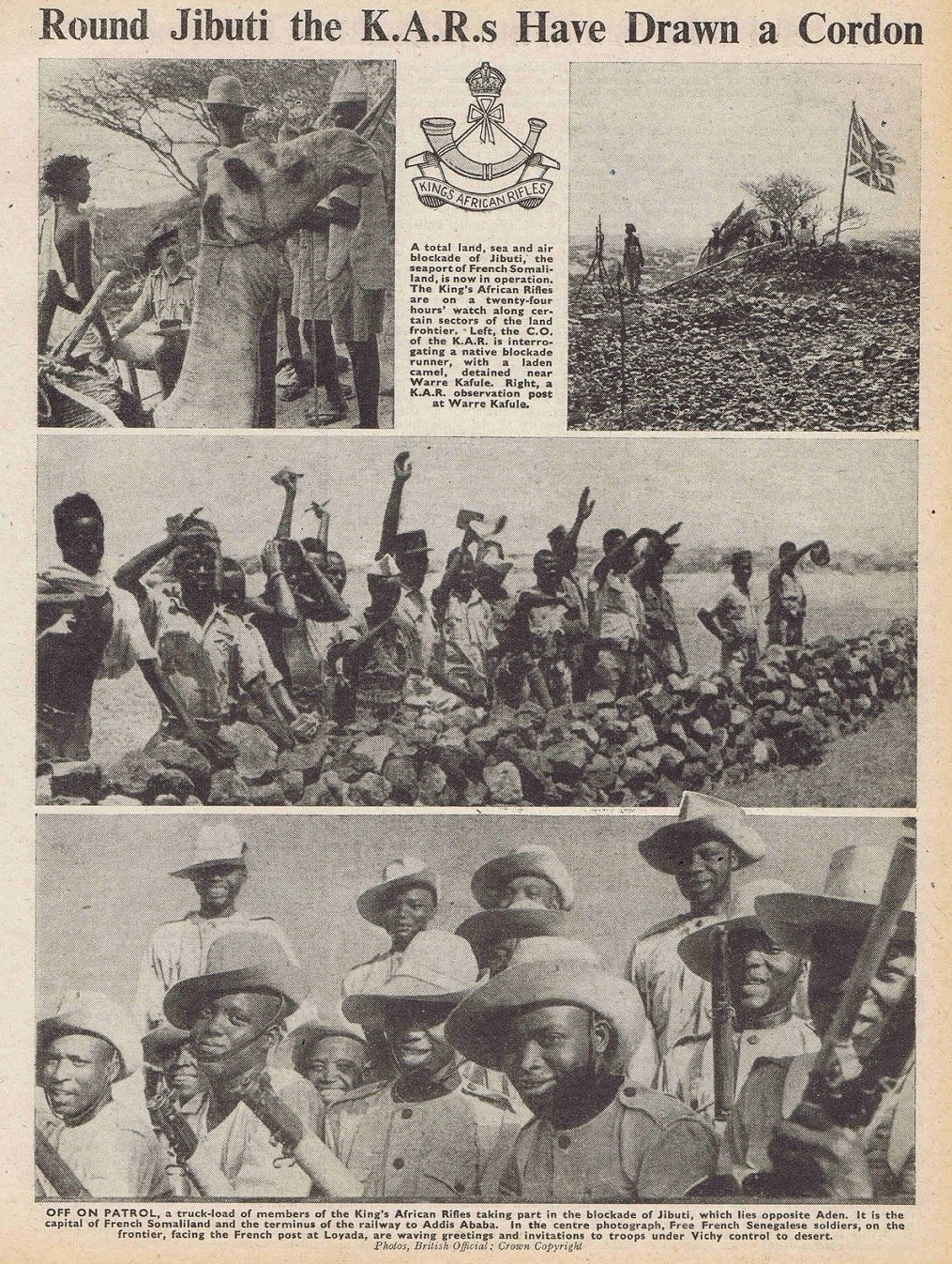
Fotos que muestran episodios del bloqueo británico

En marzo de 1941, con las fuerzas francesas libres frente a la guarnición vichyita de Somalilandia, los británicos cambiaron su política para «unir a Somalilandia francesa a la causa aliada sin derramamiento de sangre». Los franceses libres debían organizar una "concentración" voluntaria mediante la propaganda, mientras que los británicos debían bloquear la colonia. Wavell consideró que si se aplicaba la presión británica, parecería que se había coaccionado un repunte. Wavell prefirió dejar que la propaganda continuara y proveer una pequeña cantidad de suministros bajo estricto control. Como parte de esta guerra de propaganda, había incluso periódicos que competían entre sí: los franceses libres publicaron Djibouti Libre y lo introdujeron de contrabando en la colonia, mientras que las autoridades de Vichy publicaron el Djibouti Français.
En abril, tras la caída de Addis Abeba, los británicos intentaron negociar con los nouailhetas el transporte de prisioneros de guerra italianos a lo largo del ferrocarril entre Yibuti y Addis Abeba y su evacuación a través del puerto de Yibuti. El 1 de mayo, Nouailhetas telegrafió a Adén para informar a los británicos de que había recibido permiso de Vichy para negociar. El 8 de mayo el General Alan Cunningham respondió con sus propuestas, pero sin compromisos.
Cuando la política de avivar un "rally" no tuvo efecto inmediato, Wavell sugirió negociar con Nouailhetas para obtener el uso del puerto y del ferrocarril. La sugerencia fue aceptada por el gobierno británico pero, debido a las concesiones otorgadas al régimen de Vichy en Siria y Líbano, se hicieron propuestas para invadir la colonia. El 8 de junio, Nouailhetas recibió un ultimátum. Wavell prometió levantar el bloqueo y proveer provisiones por un mes si la colonia aceptaba a De Gaulle; de lo contrario, el bloqueo se haría más estricto. Se lanzaron panfletos desde el aire para informar a los habitantes de la Somalilandia francesa sobre las condiciones de Gran Bretaña. Nouailhetas escribió a Adén el 15 de junio sobre la alta tasa de mortalidad infantil debida a la malnutrición en el territorio, pero rechazó los términos británicos. Los británicos consideraron, pero finalmente rechazaron, una invasión de la Somalilandia francesa porque no podían prescindir de las tropas y no deseaban ofender a los franceses locales, a quienes esperaban que se unieran a la Francia libre. El 2do Batallón Tanganyika de los Rifles Africanos del Rey (KAR), compuesto por tropas del Territorio  Tanganyika, estaba desplegado en este momento a lo largo de las rutas Zeila-Loyada y Ayesha-Dewele.
Después de la guerra, De Gaulle alegó que Gran Bretaña tenía la intención de llevar a la Somalilandia francesa a su esfera de influencia, y que esto explica la renuencia de Gran Bretaña a usar la fuerza para liberar un territorio que necesariamente sería entregado a sus fuerzas al final de la guerra. Cuando se reanudaron las negociaciones con los Nouailhetas más tarde en el verano, los británicos se ofrecieron a evacuar la guarnición y a los civiles europeos a otra colonia francesa en el momento de la rendición. El gobernador francés les informó que tendría que destruir los ferrocarriles y las instalaciones portuarias de la colonia antes de rendirse. Ya en noviembre los vuelos procedentes de Italia aterrizaban en Yibuti, y el 11 de diciembre un caza Mohawk británico y un Potez 631 francés intercambiaron disparos sobre el aeródromo británico de Ayesha.
Tras el fracaso de las negociaciones y la derrota final de las fuerzas italianas en el campo en julio de 1941, con la excepción del general Guglielmo Nasi en Gondar, la colonia francesa quedó totalmente rodeada y aislada por fuerzas británicas hostiles. Se consumían todos los caballos, asnos y camellos, así como todas las frutas y verduras frescas. El beriberi y el escorbuto se extendió y muchos habitantes de la ciudad se fueron al desierto, dejando a sus hijos al cuidado de las misiones católicas. El médico jefe del hospital se suicidó desesperado. Solo unos pocos dhows o boutres árabes consiguieron llevar a cabo el bloqueo de Yibuti a Obock; y solo dos barcos franceses de Madagascar consiguieron llevarlo a cabo. La declaración japonesa de guerra (7 de diciembre de 1941) dio un respiro a la colonia, ya que los británicos se vieron obligados a retirar del bloqueo todos los barcos menos dos para utilizarlos en el este.
Durante seis meses (junio de 1941-enero de 1942), los Nouailhetas permanecieron dispuestos a otorgar concesiones sobre el puerto y el ferrocarril, pero no toleraron la libre interferencia francesa. En octubre se revisó el bloqueo pero no se implementaron cambios antes del comienzo de la guerra con Japón. El 2 de enero de 1942, el gobierno de Vichy ofreció el uso del puerto y del ferrocarril, sujeto al levantamiento del bloqueo, pero Gran Bretaña se negó. Al mismo tiempo, debido a la mayor facilidad del comercio de dhow, incluso el bloqueo de la colonia fue levantado el 15 de enero de 1942. Los británicos terminaron el bloqueo unilateralmente en marzo de 1942.

## Rallys y liberación

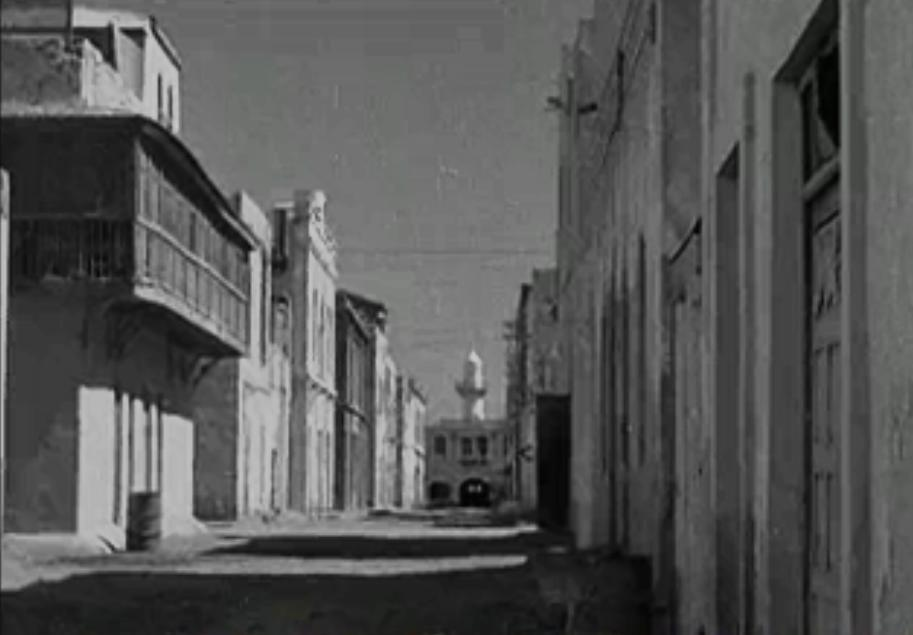
Una calle de Yibuti en la década de 1940

En 1941 se produjeron algunas deserciones de la Somalilandia francesa. Algunos pilotos de la fuerza aérea escaparon a Adén para unirse a la Escadrille française d'Adén bajo la dirección de Jacques Dodelier y el Capitán Edmond Magendie comenzó a entrenar a algunos suboficiales que se convertirían en la columna vertebral del Bataillon de tirailleurs somalis franceses, que más tarde luchó en Europa. Algunas balandras francesas libres también participaron en el bloqueo.  El Comandante en Jefe de África Oriental, William Platt, llamó a las negociaciones para la rendición del Pentágono francés de Somalilandia "Pentágono", porque había cinco bandos: él mismo, el gobernador de Vichy, el francés libre, el ministro británico de Addis Abeba (Robert Howe), y los Estados Unidos. El cónsul estadounidense en Adén, Clare H. Timberlake, incluso engañó al gobernador británico en funciones, John Hall, para que hiciera que Frederick Hards, AOC Adén, lo llevara a Yibuti para entrevistar a Nouailhetas antes de su despido. Al final, los americanos se disculparon por esta interferencia.
Solo después de la Operación STREAMLINE JANE -la conquista aliada de Madagascar entre septiembre y noviembre de 1942, y la Operación TORCH, el desembarco aliado en el Marruecos y Argelia franceses en noviembre de 1942, un tercio de la guarnición somalí, el primer batallón de los Tiradores senegaleses bajo el mando del coronel Sylvain Eugène Raynal, cruzó la frontera hacia la Somalilandia británica y desertó. Esto llevó al nuevo gobernador, Christian Raimond Dupont, a ofrecer a los británicos un acuerdo económico sin rendirse, pero fue rechazado. Se le informó de que si la colonia se rendía sin disparar un solo tiro, el derecho francés a ella sería respetado en el orden de la posguerra. Al oír esto, Dupont se rindió y las tropas del Coronel Raynal volvieron a la Somalilandia francesa el 26 de diciembre de 1942, completando así su liberación. La entrega oficial tuvo lugar a las 10:00 p. m. del 28 de diciembre.
El primer gobernador nombrado bajo los franceses libres fue André Bayardelle (FR), transferido de Nueva Caledonia en diciembre de 1942. Bajo el mando de Bayardelle, el Bataillon de tirailleurs somalis fue reclutado para servir en Europa. A finales de 1943 fue transferido para convertirse en Gobernador General del África Ecuatorial francesa. Su sustituto, Raphaël Saller (FR), entró en funciones el 13 de enero de 1944. Poco después de su toma de posesión, se creó una comisión para examinar a los funcionarios y otros colaboradores que habían permanecido fieles a Vichy. En general, solo importaba su lealtad política durante 1940-42, y los vichyitas fueron despedidos permanentemente del servicio público. También él fue arrastrado y comenzó una larga carrera en el servicio colonial en el África Occidental francesa. El siguiente gobernador, Jean Chalvet, fue reemplazado en pocas semanas por Jean Beyries como gobernador en funciones. Yibuti comenzó a volver a la normalidad a mediados de 1945, cuando un número suficiente de nativos que habían huido a los países vecinos habían regresado para que el puerto pudiera funcionar de nuevo.. La planta de energía estaba en malas condiciones y la electricidad funcionaba solo intermitentemente, mientras que la infraestructura ferroviaria estaba en mal estado y a la espera de las entregas de los pedidos realizados en los Estados Unidos cuando terminó la guerra.

## Listas de gobernadores durante la guerra
- Hubert Jules Deschamps (2 de mayo de 1939 - 25 de julio de 1940), anteriormente gobernador en funciones
- Gaëtan Louis Élie Germain (25 de julio-7 de agosto de 1940)
- Pierre Marie Élie Louis Nouailhetas (7 de agosto de 1940 - 21 de octubre de 1942)
- Auguste Charles Jules Truffert (21 de octubre-4 de diciembre de 1942)
- Christian Raimond Dupont (4-26 de diciembre de 1942)
- Ange Marie Charles André Bayardelle (30 de diciembre de 1942 - 22 de junio de 1943)
- Michel Raphaël Antoine Saller (13 de enero-1 de mayo de 1944), anteriormente gobernador en funciones
- Jean Victor Louis Joseph Chalvet (1 de mayo de 1944 - 30 de abril de 1946)
  - (14 de mayo de 1944 a diciembre de 1945), gobernador en funciones.